# Kivijärvi (Gällivare socken, Lappland, 741134-172511)
Kivijärvi är en sjö i Gällivare kommun i Lappland och ingår i Råneälvens huvudavrinningsområde.